# Семенек (нижний приток Красивой Мечи)
Семенек — река в Становлянском и Краснинском районах Липецкой области, правый приток Красивой Мечи.

## География
Исток реки расположен в районе деревни Звягино. Впадает в Красивую Мечу между селами Яковлево и Сергиевское. От села Сотниково начинается полноводное течение.
Устье реки находится в 24 км по правому берегу реки Красивой Мечи. Длина реки составляет 41 км, площадь водосборного бассейна 437 км².

## Данные водного реестра
По данным государственного водного реестра России относится к Донскому бассейновому округу, водохозяйственный участок реки — Красивая Меча, речной подбассейн реки — бассейны притоков Дона до впадения Хопра. Речной бассейн реки — Дон (российская часть бассейна).
По данным геоинформационной системы водохозяйственного районирования территории РФ, подготовленной Федеральным агентством водных ресурсов:
- Код водного объекта в государственном водном реестре — 05010100112107000000795
- Код по гидрологической изученности (ГИ) — 107000079
- Код бассейна — 05.01.01.001
- Номер тома по ГИ — 07
- Выпуск по ГИ — 0

### Населённые пункты от истока к устью
- Звягино
- Уваровка
- Никольское
- Писарево
- Сапрыкино
- Сотниково
- Гололобово
- Жаркий Верх
- Ратманово
- Яковлево
- Сергиевское